# Jung Ha-jeon
En aquest nom coreà, el cognom és Jung.
Jung Ha-jeon (30 d'abril de 1995) és un ciclista sud-coreà, que combina la pista amb la carretera. Actualment milita a l'equip Seoul Cycling Team.

## Palmarès en pista
- 2015
  -  Campió de Corea del Sud en Persecució per equips